# Dambal, Sindgi
Dambal là một làng thuộc tehsil Sindgi, huyện Bijapur, bang Karnataka, Ấn Độ.